# Ação nominativa
Ação nominativa é uma ação que identifica o nome de seu proprietário, o qual é registrado no Livro de Registro de Ações Nominativas da empresa.
No Brasil, com a alteração da Lei das Sociedades por Ações, a partir de 1990, todas as ações devem ser obrigatoriamente nominativas. Antes disso, podiam ser nominativas, endossáveis ou ao portador.

## Tipos de ações nominativas
Segundo a Comissão de Valores Mobiliários (CVM), as ações nominativas podem ser escriturais ou representadas por certificados:
- Ações nominativas escriturais

São ações que não são representadas por certificados, não havendo movimentação física de documentos. Os valores mobiliários são creditados ou debitados dos acionistas, como em uma conta-corrente.
- Ações nominativas representadas por certificados

Ao contrário das ações nominativas escriturais, a movimentação das ações representadas por certificados são feitas através de documentos físicos (certificados), os quais indicam o nome do acionista. A transferência de ações deste tipo só é válida se for feita mediante cautela e averbação de termo no Livro de Ações Nominativas da sociedade anônima emissora, identificando o novo acionista.